# Thomas Gerull
Thomas Gerull (ur. 2 stycznia 1962 w Itzehoe) – niemiecki szpadzista reprezentujący RFN, srebrny medalista olimpijski i czterokrotny medalista mistrzostw świata.
Na igrzyskach olimpijskich w Seulu w 1988 roku reprezentacja RFN w składzie: Elmar Borrmann, Volker Fischer, Thomas Gerull, Alexander Pusch i Arnd Schmitt zdobyła drużynowo srebrny medal. W turnieju indywidualnym zajął 23. miejsce. Były to jego jedyne starty olimpijskie.
Podczas mistrzostw świata w Barcelonie w 1985 roku wspólnie z Alexandrem Puschem, Achimem Bellmannem, Volkerem Fischerem i Arndem Schmittem zdobył złoty medal w zawodach drużynowych. W tej samej konkurencji reprezentanci RFN z Gerullem w składzie zdobywali następnie srebrne medale podczas mistrzostw świata w Wiedniu (1983) i mistrzostw świata w Denver (1989). Ponadto zdobył złoty medal indywidualnie na mistrzostwach świata w Lyonie w 1990 roku, pokonując w finale Włocha Angelo Mazzoniego.